# Cosa Nuestra
Cosa Nuestra is het vierde studioalbum van de Puerto Ricaans/Amerikaanse trombonist Willie Colón en tevens het tweede met naamsvermelding van zanger Héctor Lavoe. Het werd in 1969 op Fania uitgebracht en betekende na twee jaar de doorbraak voor Colón en Lavoe. Mede dankzij de hits Che che cole (oorspronkelijk een Ghanees kinderliedje) en Juana Peña werd Cosa Nuestra de eerste van vier gouden platen die het duo in de wacht zouden slepen.

## Hoesfoto
Cosa Nuestra is een woordspeling op de Cosa nostra, de hoesfoto moet een afrekening uit het misdaadcircuit voorstellen. Colón staat gereed om zijn slachtoffer - gewikkeld in een doek en met een steen aan de voeten - de rivier in te gooien. De koffer die hij bij zich heeft is echter van zijn trombone. Vanwege zijn geuzennaam en debuutalbum El Malo zou Colón (19) tot midden jaren 70 op zijn platenhoezen als crimineel poseren. 

## Verder verloop
- Eind jaren 00 werd de hoesfoto door muziekblad Revolver onder de loep genomen in de rubriek "Sprakeloos Smakeloos".
- Ter gelegenheid van 50 jaar Cosa Nuestra werd het album speciaal voor Record Store Day op 26 september 2020 op vinyl heruitgebracht in een gelimiteerde oplage van 2000 exemplaren.

## Tracklijst
| Nr. | Titel                | Duur |
| --- | -------------------- | ---- |
| 1.  | Che che cole         | 3:30 |
| 2.  | No me llores más     | 5:35 |
| 3.  | Ausencia             | 5:10 |
| 4.  | Te conozco           | 4:55 |
| 5.  | Juana Peña           | 5:37 |
| 6.  | Sonero mayor         | 4:57 |
| 7.  | Sangrigorda          | 4:14 |
| 8.  | Tu no puedes conmigo | 3:30 |

## Personeel

### Muzikanten
- Willie Colón: leider, trombone
- Héctor Lavoe: leadzang
- Willie Campbell: trombone
- Kent Gómez: piano
- Santi González: bas
- Milton Cardona: conga
- José Mangual Jr.: bongo, koebel
- "Little Louie" Romero: timbales

### Overigen
- Producer: Jerry Masucci
- Geluidstechnicus: Irv Greenbaum
- Opnameleider: Johnny Pacheco
- Opnamestudio: Beltone Studio, New York, New York
- Hoesfoto's: Henri Wolfe
- Hoesontwerp: Izzy Sanabria